# Geoffrey Rufus
Geoffrey Rufus († 6. Mai 1140 in Durham) war Lordkanzler und Siegelbewahrer von England unter der Regierung König Heinrichs I., sowie Bischof von Durham.